# سیارک ۲۳۷۸۸
سیارک ۲۳۷۸۸ (به انگلیسی: 23788 Cofer، نامگذاری:1998QT18) بیست و سه هزار و هفتصد و هشتاد و هشتمین سیارک کشف شده‌است که در ۱۷ اوت ۱۹۹۸ کشف شد.
قدر مطلق سیارک برابر ۱۷.۸ است.